# Brownsville (Oregon)

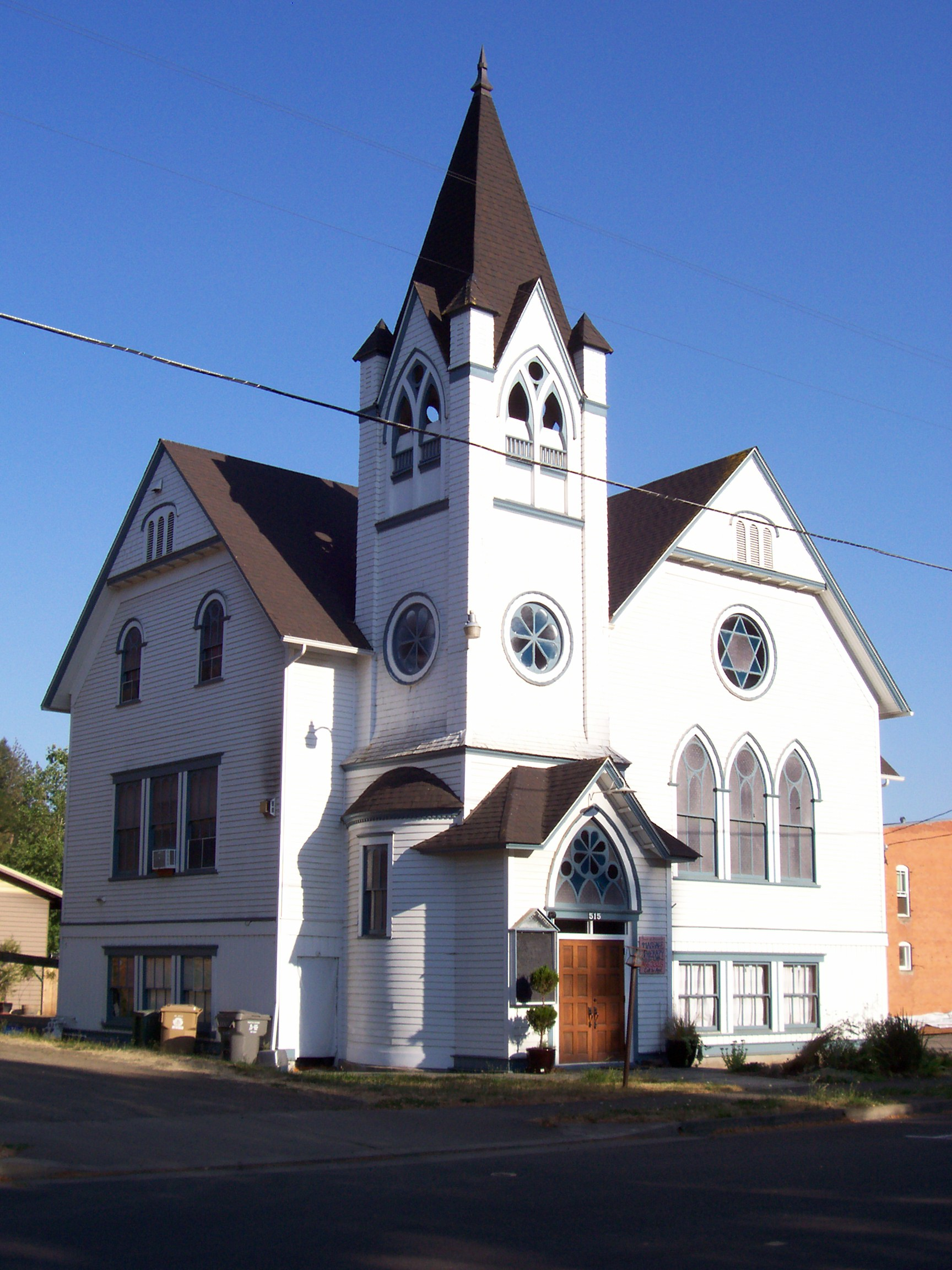
Baptista templom

Brownsville az Amerikai Egyesült Államok északnyugati részén, Oregon állam Linn megyéjében helyezkedik el. A 2010. évi népszámláláskor 1668 lakosa volt. A város területe 3,47 km², melynek 100%-a szárazföld.
A településen forgatták Rob Reiner a fiktív Castle Rockban játszódó Állj mellém! című filmjét.

## Történet
A település a környéket először lakó kalapuya indiánok után Calapooya néven ismert; később a két korai telepes, Alexander és Sarah Kirk által a Calapooia folyón üzemeltetett kompra utalva Kirk’s Ferry néven emlegetik. Amikor 1847. december 28-án Champoeg megye déli részén létrejött Linn megye, az ideiglenes törvényhozás Calapooiát nevezte ki megyeszékhelynek; a törvényszék helyszínéül a Spaulding iskola szolgált. Brownsville nevét Hugh L. Brownról, az 1846-ban ideérkezett telepesről, és az első üzlet tulajdonosáról kapta.
1851-ben a területi törvényhozás Albanyt jelölte ki megyeszékhelynek, amit egy 1856-os választás megerősített.

## Éghajlat
| Hónap                         | Jan.  | Feb.  | Már. | Ápr. | Máj.  | Jún. | Júl. | Aug. | Szep. | Okt. | Nov. | Dec.  | Év    |
| ----------------------------- | ----- | ----- | ---- | ---- | ----- | ---- | ---- | ---- | ----- | ---- | ---- | ----- | ----- |
| Rekord max. hőmérséklet (°C)  | 19,4  | 21,7  | 26,1 | 29,4 | 35,6  | 38,9 | 41,1 | 40,6 | 38,9  | 33,9 | 23,9 | 20,6  | 41,1  |
| Átlagos max. hőmérséklet (°C) | 9,4   | 11,7  | 14,4 | 16,7 | 20,0  | 23,3 | 27,8 | 28,3 | 25,0  | 18,9 | 12,2 | 8,9   | 18,1  |
| Átlaghőmérséklet (°C)         | 5,0   | 6,2   | 8,3  | 10,0 | 12,8  | 15,6 | 18,6 | 18,6 | 16,1  | 11,7 | 7,2  | 4,8   | 11,3  |
| Átlagos min. hőmérséklet (°C) | 0,6   | 0,6   | 2,2  | 3,3  | 5,6   | 7,8  | 9,4  | 8,9  | 7,2   | 4,4  | 2,2  | 0,6   | 4,4   |
| Rekord min. hőmérséklet (°C)  | −18,0 | −16,7 | −5,6 | −5,6 | −17,2 | 1,7  | 3,9  | 2,2  | 0,0   | −6,7 | −8,9 | −18,0 | −18,0 |
| Átl. csapadékmennyiség (mm)   | 182   | 152   | 146  | 121  | 103   | 71   | 21   | 23   | 45    | 109  | 217  | 205   | 1395  |
| Forrás: The Weather Channel   |       |       |      |      |       |      |      |      |       |      |      |       |       |

## Népesség

### 2010
A 2010-es népszámláláskor a városnak 1668 lakója, 639 háztartása és 461 családja volt. A népsűrűség 480,7 fő/km2. A lakóegységek száma 685, sűrűségük 197,4 db/km2. A lakosok 93,8%-a fehér, 0,3%-a afroamerikai, 1,2%-a indián, 0,5%-a ázsiai,  0,8%-a egyéb, 3,3%-a pedig kettő vagy több etnikumú. A spanyol vagy latino származásúak aránya 4,1% (2,5% mexikói,   1,6% egyéb spanyol vagy latino származású.)
A háztartások 33,6%-ában élt 18 évnél fiatalabb. 55,7% házas, 11,6% egyedülálló nő, 4,9% egyedülálló férfi, 27,9% pedig nem család. 20,2% egyedül élt; 7,4%-uk 65 éves vagy idősebb. Egy háztartásban átlagosan 2,61 személy élt; a családok átlagmérete 3,02 fő.
A medián életkor 39,6 év volt. A város lakóinak 25,2%-a 18 évesnél fiatalabb, 7,3% 18 és 24 év közötti, 24,8%-uk 25 és 44 év közötti, 29,3%-uk 45 és 64 év közötti, 13,4%-uk pedig 65 éves vagy idősebb. A lakosok 47,6%-a férfi, 52,4%-a pedig nő.

### 2000
A 2000-es népszámláláskor  a városnak 1449 lakója, 535 háztartása és 411 családja volt. A népsűrűség 417,6 fő/km2. A lakóegységek száma 579, sűrűségük 166,9 db/km2. A lakosok 93,65%-a fehér, 0,35%-a afroamerikai, 1,66%-a indián, 0,14%-a ázsiai,  0,55%-a egyéb-, 3,66%-a pedig kettő vagy több etnikumú. A spanyol vagy latino származásúak aránya 2,07% (1,1% mexikói, 0,1% Puerto Ricó-i,  0,9% pedig egyéb spanyol/latino származású.)
A háztartások 35,5%-ában élt 18 évnél fiatalabb. 60,4% házas, 10,8% egyedülálló nő; 23% pedig nem család. 19,4% egyedül élt; 8,8%-uk 65 éves vagy idősebb. Egy háztartásban átlagosan 2,71 személy élt; a családok átlagmérete 3,07 fő.
A város lakóinak 27,5%-a 18 évesnél fiatalabb, 7,5% 18 és 24 év közötti, 26,4%-uk 25 és 44 év közötti, 27%-uk 45 és 64 év közötti, 11,6%-uk pedig 65 éves vagy idősebb. A medián életkor 37 év volt. Minden 100 nőre 102,1 férfi jut; a 18 évnél idősebb nőknél ez az arány 98,9.
A háztartások medián bevétele 35 486 amerikai dollár, ez az érték családoknál $39 671. A férfiak medián keresete $37 400, míg a nőké $24 643. A város egy főre jutó bevétele (PCI) $15 272. A családok 5,6%-a, a teljes népesség 8,8%-a élt létminimum alatt; a 18 év alattiaknál ez a szám 11%, a 65 évnél idősebbeknél pedig 7,4%.

## Állj mellém!
Az 1980-as évek közepén a város az Állj mellém! című film helyszínéül nemzetközi hírnevet szerzett. Az alkotást 1985 júniusában és júliusában forgatták, bemutatója pedig 1986 augusztusában volt. A filmben 100 helyi lakos is közreműködött; a munkálatokra a 2007. július 23-án megrendezett Állj mellém! Nappal emlékeztek.
A filmforgatás időpontját az itt élő filmes szakértő, Linda McCormick jelölte ki, aki egy 2016-os interjúban elmondta, az intervallumot úgy jelölték ki, hogy ne essen egybe környékbeli eseményekkel és ne legyen közel az iskolakezdéshez. A 2007-es rendezvényen körülbelül kétezren vettek részt. A harmincadik évfordulón, 2016-ban tartották a Ray Brower Memorial 5K Walk/Run-t, amely a film témájául szolgáló holttestről elnevezett emlékfutás.

## Fordítás
- Ez a szócikk részben vagy egészben  a   Brownsville, Oregon című angol Wikipédia-szócikk ezen változatának fordításán alapul.  Az eredeti cikk szerkesztőit annak laptörténete sorolja fel. Ez a jelzés csupán a megfogalmazás eredetét és a szerzői jogokat jelzi, nem szolgál a cikkben szereplő információk forrásmegjelöléseként.